# Anthophora rufovestita
Anthophora rufovestita är en biart som beskrevs av Cockerell 1946. Anthophora rufovestita ingår i släktet pälsbin, och familjen långtungebin. Inga underarter finns listade i Catalogue of Life.